# Giuseppe Forti
Giuseppe Forti (* 21. Dezember 1939; † 2. Juli 2007) war ein italienischer Astronom und Asteroidenentdecker.
Sein Hauptarbeitsgebiet war die Himmelsmechanik. Er gehörte neben Andrea Boattini zu den Initiatoren des 1999 gegründeten Aneopp-Projekts (Arcetri NEO Precovery Program), das am Arcetri-Observatorium (Osservatorio Astrofisico di Arcetri) in Arcetri, einem Stadtteil von Florenz, vorangetrieben wurde und war Mitarbeiter des CINEOS-Projekts. Er war Mitglied der Unterabteilung III (Planetary Systems Sciences) der Internationalen Astronomischen Union und arbeitete dort in den Kommissionen 15 (Physikalisches Studium der Kometen und kleinen Planeten), 20 (Positionen und Bewegungen kleiner Planeten, Kometen und Satelliten) und 22 (Meteore, Meteorite und interplanetarer Staub) mit.

## Ehrungen
Der Asteroid (6876) Beppeforti wurde nach ihm benannt.